# Maggie MacDonnell
Maggie MacDonnell é uma educadora canadense e profissional de desenvolvimento que se tornou a terceira ganhadora do prêmio de ensino Global Teacher Prize, um prêmio de US$ 1 milhão da Fundação Varkey. O prêmio foi entregue pelo primeiro-ministro e vice-presidente dos Emirados Árabes Unidos, e pelo governante do Emirado de Dubai Sheikh Mohammed bin Rashid Al Maktoum. Maggie está ensinando alunos na vila de Salluit, onde a temperatura geralmente cai para -13 °C a -25 °C no inverno. Ela foi reconhecida como uma das 100 mulheres da BBC no ano de 2017.

## Biografia
Maggie nasceu e foi criada na Nova Escócia, no leste do Canadá, e concluiu o mestrado em uma universidade canadense. Ela trabalha com a reabilitação de refugiados congoleses e ativistas de HIV/AIDS da Tanzânia para aconselhar pacientes socialmente afetados. Em uma área isolada do Canadá Ártico, Maggie ensina alunos no ensino médio de 13 a 18 anos. Antes de exercer a função de professora, essa região isolada do país era acusada de sofrer com a desigualdade social. Maggie, de acordo com a mídia, restaurou o "ato de bondade" até certo ponto, o que trouxe melhorias para os alunos canadenses onde ela leciona.

## Eventos sociais
Maggie trabalhou inicialmente na África Subsaariana antes de viajar para Salluit. Ela conduziu vários programas de conscientização social destinados a educar jovens vítimas de depressão, alcoolismo e dependência de drogas.. Antes de sua chegada à aldeia Inuit, houve uma queda registrada em seu sistema educacional. Ela dirigiu programas para mulheres jovens em nível escolar que geraram um aumento de até 500% nas matrículas de meninas nas escolas Inuítes.